# Mount Vernon, Illinois
Mount Vernon là một thành phố thuộc quận Jefferson, tiểu bang Illinois, Hoa Kỳ. Năm 2010, dân số của thành phố này là 15277 người.

## Dân số
Dân số qua các năm:
- Năm 2000: 16269 người.
- Năm 2010: 15277 người.